# Best of Fey
Best of Fey es un álbum recopilatorio de grandes éxitos de la cantante, compositora y escritora mexicana Fey lanzado por EMI Music en todo el mundo el 17 de septiembre de 2007. Fue el primer disco recopilatorio lanzado por EMI para Fey, después de la promoción de su anterior disco, Faltan lunas (2006)
Best of Fey es un compilado de las canciones que Fey estuvo grabando en EMI desde su ingreso. Reúne canciones del disco La fuerza del destino (2004) y Faltan lunas (2006).  El disco tuvo dos versiones: en una primera versión aparece el track que Fey grabó junto a Aleks Syntek para homenajear a la cantante Selena: «Donde quieras que estés» y en una segunda versión, en vez del anterior track mencionado aparece el sencillo oficial del álbum: «Todo cambió».
Este sería también el disco con el cual Fey cierra contrato con EMI, puesto que según Fey, la disquera no estaba dispuesta a promover adecuadamente sus discos, pidiendo su renuncia de la misma.

## Información general
Tras el desempeño comercial desfavorable de "Faltan lunas" debido a la mala estrategia de la discográfica en la promoción, Fey decide romper lazos con la misma, sin embargo su contrato estaba pautado para 3 placas, por lo tanto el departamento de marketing estratégico de EMI, decide lanzar un álbum compilatorio con temas contenidos en los últimos dos trabajos de la cantante, una placa de colección, dónde decidieron agregar dos temas previamente grabados, pero jamás incluidos en un álbum de Fey. Este álbum contó con un tiraje estrictamente limitado, y sus ventas fueron favorables debido a los temas "Todo cambió" y "Dónde quiera que estés". 
El tema "Todo cambió" fue lanzado como sencillo del álbum, e impulsó las ventas del mismo, sin embargo por un error de empaquetado, el primer tiraje incluía en la lista de canciones "Todo cambió" pero el disco incluía la canción "Dónde quiera que estés" y viceversa, este error fue subsanado posteriormente, pero muchos fanes compraron más de una vez el álbum para obtener la canción deseada.  
Con este lanzamiento Fey cumple sus obligaciones con la compañía, y se retira de la misma. El lanzamiento de este álbum se realizó posterior a su portada en la revisa "Quién" dónde develaba su divorcio y planes futuros en la música, así como una serie de apariciones públicas con un look increíble con melena oscura, y anunciando que estaba trabajando en su próximo álbum.  

## Lista de canciones

### Primera versión
| N.º | Título                                                       | Escritor(es)                                             | Duración |  |
| 1.  | «Faltan lunas» (de Faltan lunas, 2006)                       | Graeme Pleeth y Shelly Poole                             | 3:47     |  |
| 2.  | «Hoy no me puedo levantar» (de La fuerza del destino, 2004)  | José María Cano                                          | 4:20     |  |
| 3.  | «Yo decido» (de Faltan lunas, 2006)                          | Anders Wollbeck, Lindblom y Andy Love                    | 3:35     |  |
| 4.  | «Y aquí estoy» (de Faltan lunas, 2006)                       | De Giorgio y Lundberg                                    | 4:13     |  |
| 5.  | «Barco a Venus» (de La fuerza del destino, 2004)             | Ignacio Cano                                             | 3:28     |  |
| 6.  | «Como un ángel» (de Faltan lunas, 2006)                      | Staffan Hellstrand                                       | 4:26     |  |
| 7.  | «Me cuesta tanto olvidarte» (de La fuerza del destino, 2004) | José María Cano                                          | 3:05     |  |
| 8.  | «Donde quiera que estés» (de Selena ¡VIVE!, 2005)            | K. C. Porter, Miguel Flores y Desmond Child              | 5:13     |  |
| 9.  | «Cruz de navajas» (de La fuerza del destino, 2004)           | José María Cano                                          | 4:26     |  |
| 10. | «Si tengo miedo» (de Faltan lunas, 2006)                     | Manu                                                     | 3:29     |  |
| 11. | «Entre dos» (de Faltan lunas, 2006)                          | Anders Wollbeck                                          | 3:36     |  |
| 12. | «Aire» (de La fuerza del destino, 2004)                      | José María Cano                                          | 4:29     |  |
| 13. | «Un año más» (de La fuerza del destino, 2004)                | Ignacio Cano                                             | 4:08     |  |
| 14. | «Tres razones» (de Faltan lunas, 2006)                       | Valeria Rossi                                            | 4:22     |  |
| 15. | «La última gota» (de Faltan lunas, 2006)                     | Carola Rosas y Armando Ávila                             | 3:47     |  |
| 16. | «Solo por bailar» (de Faltan lunas, 2006)                    | Jade Ell, Niklas Bergwall, Niklas Kings y Sylwia Chaliss | 3:15     |  |
| 17. | «Ay qué pesado» (de La fuerza del destino, 2004)             | Ignacio Cano                                             | 4:23     |  |
| 18. | «La fuerza del destino» (de La fuerza del destino, 2004)     | Ignacio Cano                                             | 4:53     |  |

### Segunda versión
| N.º | Título                               | Escritor(es)  | Duración |  |
| 8.  | «Todo cambió» (de Big Brother, 2005) | Jannette Chao | 4:27     |  |